# Ixora storckii
Ixora storckii är en måreväxtart som beskrevs av Berthold Carl Seemann. Ixora storckii ingår i släktet Ixora och familjen måreväxter. Inga underarter finns listade i Catalogue of Life.